# Миролюбівка (Херсонський район)
Миролюбівка (до 1922 р. — Чеховичі, з 1922 по 2016 — Радянське) — селище в Україні, у Білозерській селищній громаді Херсонського району Херсонської області. Населення становить 1543 осіб.

## Загальні відомості
Розташоване за 6 км від залізничної станції Копані. Колишній центр Миролюбівської сільської ради. 
У селі є середня школа.

## Населення
Згідно з переписом УРСР 1989 року чисельність наявного населення селища становила 1437 осіб, з яких 710 чоловіків та 727 жінок.
За переписом населення України 2001 року в селищі мешкали 1543 особи.

### Мовний склад
Рідна мова населення за даними перепису 2001 року:
| Мова       | Чисельність, осіб | Доля     |
| ---------- | ----------------- | -------- |
| Українська | 1 283             | 83,15 %  |
| Російська  | 114               | 7,39 %   |
| Інше       | 146               | 9,46 %   |
| Разом      | 1 543             | 100,00 % |

## Історія

### Радянська окупація України
Радянські війська захопили Чеховичі в січні 1918 року. На фронтах Другої світової війни билися з німцями більш як 150 місцевих жителів. На честь загиблих воїнів-односельчан у сільському сквері споруджена стела. Встановлено також пам'ятник на братській могилі воїнів — визволителів села від німецьких окупантів.

### Незалежна Україна
12 лютого 2015 року у селищі повалили пам'ятник Леніну.
12 червня 2020 року, відповідно до Розпорядження Кабінету Міністрів України № 726-р «Про визначення адміністративних центрів та затвердження територій територіальних громад Херсонської області», увійшло до складу Білозерської селищної громади.
19 липня 2020 року, в результаті адміністративно-територіальної реформи та ліквідації Білозерського району, селище увійшло до складу Херсонського району.
24 лютого 2022 року селище тимчасово окуповане російськими військами під час російсько-української війни. 10 листопада 2022 року визволене 28-ю окремою механізованою бригадою Збройних сил України в ході контрнаступу в Херсонській області.

## Храми
- Ільїнський храм УПЦ МП